# Keith Primeau
Keith Primeau (* 24. listopadu 1971, Toronto) je bývalý kanadský hokejový střední útočník. V severoamerické NHL odehrál přes 900 utkání, většinu za Detroit Red Wings (1990–1996). Dále nastupoval za Hartford Whalers, respektive Carolina Hurricanes, a Philadelphia Flyers (1999–2006). Po ukončení hráčské kariéry působil několik let jako trenér, od roku 2019 řídí juniorský klub Youngstown Phantoms.

## Hráčská kariéra
Draftovaný byl roku 1990 jako 1. volba Detroit Red Wings a celkově jako 3. Primeau reprezentoval Kanadu na Zimních olympijských hrách v roce 1998 a na mistrovstvích světa v letech 1997 a 1998, z roku 1997 má zlatou medaili. Celkem si připsal v základní části NHL v 909 zápasech 619 bodů za 266 gólů a 353 asistencí. V play off zaznamenal v 128 zápasech 57 bodů za 18 gólů a 39 asistencí. Byl také kapitánem Carolina Hurricanes (1998–2000) a Philadelphia Flyers (2001–2006). V sezóně 2003/2004 se vyznamenal skvělým play off, když svými 16 body z 18 zápasů dovedl Philadelphii jako kapitán do finále konference, kde podlehli Tampa Bay Lightning.

## Ocenění a úspěchy
- 1990 OHL - Druhý All-Star Tým
- 1990 OHL - Eddie Powers Memorial Trophy
- 1999 NHL - All-Star Game
- 2001 Philadelphia Flyers - Yanick Dupre Memorial
- 2003 Philadelphia Flyers - Toyota Cup
- 2004 NHL - All-Star Game

## Rekord
- 5. května 2000 ukončil nejdelší zápas v moderní historii NHL v čase prodloužení 92:01.

## Klubové statistiky
| Sezona       | Klub                  | Soutěž       | Základní část | Základní část | Základní část | Základní část | Základní část | Play off | Play off | Play off | Play off | Play off |
| Sezona       | Klub                  | Soutěž       | Z             | G             | A             | B             | TM            | Z        | G        | A        | B        | TM       |
| ------------ | --------------------- | ------------ | ------------- | ------------- | ------------- | ------------- | ------------- | -------- | -------- | -------- | -------- | -------- |
| 1987–88      | Hamilton Steelhawks   | OHL          | 47            | 6             | 6             | 12            | 69            | 11       | 0        | 2        | 2        | 2        |
| 1988–89      | Niagara Falls Thunder | OHL          | 48            | 20            | 35            | 55            | 56            | 17       | 9        | 6        | 15       | 12       |
| 1989–90      | Niagara Falls Thunder | OHL          | 65            | 57            | 70            | 127           | 97            | 16       | 16       | 17       | 33       | 49       |
| 1990–91      | Adirondack Red Wings  | AHL          | 6             | 3             | 5             | 8             | 8             | —        | —        | —        | —        | —        |
| 1990–91      | Detroit Red Wings     | NHL          | 58            | 3             | 12            | 15            | 106           | 5        | 1        | 1        | 2        | 25       |
| 1991–92      | Adirondack Red Wings  | AHL          | 42            | 21            | 24            | 45            | 89            | 9        | 1        | 7        | 8        | 27       |
| 1991–92      | Detroit Red Wings     | NHL          | 35            | 6             | 10            | 16            | 83            | 11       | 0        | 0        | 0        | 14       |
| 1992–93      | Detroit Red Wings     | NHL          | 73            | 15            | 17            | 32            | 152           | 7        | 0        | 2        | 2        | 26       |
| 1993–94      | Detroit Red Wings     | NHL          | 78            | 31            | 42            | 73            | 173           | 7        | 0        | 2        | 2        | 6        |
| 1994–95      | Detroit Red Wings     | NHL          | 45            | 15            | 27            | 42            | 99            | 17       | 4        | 5        | 9        | 45       |
| 1995–96      | Detroit Red Wings     | NHL          | 74            | 27            | 25            | 52            | 168           | 17       | 1        | 4        | 5        | 28       |
| 1996–97      | Hartford Whalers      | NHL          | 75            | 26            | 25            | 51            | 161           | —        | —        | —        | —        | —        |
| 1997–98      | Carolina Hurricanes   | NHL          | 81            | 26            | 37            | 63            | 110           | —        | —        | —        | —        | —        |
| 1998–99      | Carolina Hurricanes   | NHL          | 78            | 30            | 32            | 62            | 75            | 6        | 0        | 3        | 3        | 6        |
| 1999–00      | Philadelphia Flyers   | NHL          | 23            | 7             | 10            | 17            | 31            | 18       | 2        | 11       | 13       | 13       |
| 2000–01      | Philadelphia Flyers   | NHL          | 71            | 34            | 39            | 73            | 76            | 4        | 0        | 3        | 3        | 6        |
| 2001–02      | Philadelphia Flyers   | NHL          | 75            | 19            | 29            | 48            | 128           | 5        | 0        | 0        | 0        | 6        |
| 2002–03      | Philadelphia Flyers   | NHL          | 80            | 19            | 27            | 46            | 93            | 13       | 1        | 1        | 2        | 14       |
| 2003–04      | Philadelphia Flyers   | NHL          | 54            | 7             | 15            | 22            | 80            | 18       | 9        | 7        | 16       | 22       |
| 2005–06      | Philadelphia Flyers   | NHL          | 9             | 1             | 6             | 7             | 6             | —        | —        | —        | —        | —        |
| Celkem v NHL | Celkem v NHL          | Celkem v NHL | 909           | 266           | 353           | 619           | 1541          | 128      | 18       | 39       | 57       | 213      |

### Reprezentační statistiky
| 1996        | Kanada      | SP          | 5  | 0 | 0 | 0  | 21 |
| 1997        | Kanada      | MS          | 11 | 3 | 3 | 6  | 14 |
| 1998        | Kanada      | OH          | 6  | 2 | 1 | 3  | 4  |
| 1998        | Kanada      | MS          | 6  | 3 | 1 | 4  | 4  |
| Celkem v MS | Celkem v MS | Celkem v MS | 17 | 6 | 4 | 10 | 18 |